# جانی لی میلر
جانی لی میلر (انگلیسی: Jonny Lee Miller؛ زاده ۱۵ نوامبر ۱۹۷۲) بازیگر اهل بریتانیا است. 
از فیلم‌ها و مجموعه‌های تلویزیونی که وی در آن نقش داشته است، می‌توان به مسیر مردگان، رگ‌یابی، ابتدایی، سایه‌های سیاه، پرنده اسکاتلندی، ملیندا و ملیندا، اِما، بایرون، پلانکت و مک‌لین و ایان فلاکس اشاره کرد.